# Nordsee-Pädagogium
Das Nordsee-Pädagogium in Wyk auf Föhr war eine schulische Einrichtung, die parallel zur Gründung des Nordseesanatoriums entstand. Gründer beider Einrichtungen war der Arzt Carl Gmelin, der die Schule als reformpädagogisches Landerziehungsheim in der Tradition von Hermann Lietz und Paul Geheeb sowie in Anlehnung an das Pädagogium Godesberg konzipierte. Nach anfänglichem Betrieb als Sanatoriumsschule erfolgte 1908 die eigentliche Gründung des Nordsee-Pädagogiums, das bis 1940 bestand.

## Geschichte

### Die Sanatoriumsschule
Die Gründung einer Schule für die in seinem Sanatorium weilenden Kinder und Jugendlichen war von Anfang an Bestandteil von Gmelins Plan zur Errichtung seines Sanatoriums. Gmelin plante eine Einrichtung für 40 bis 50 Gäste und ging davon aus, dass die Hälfte davon Kinder sein würden. Denen sollte begleitend zu den Kuranwendungen ein schulisches Angebot unterbreitet werden, um „die Angewöhnung des Müßiggangs zu verhüten und den Nachteil der Unterbrechung des Schulbesuchs zu vermindern“. Gmelin verband damit kein traditionelles Schulkonzept, sondern setzte auf reformpädagogische Ansätze, die „Wert legen auf anregende und erzieherische Gestaltung des Unterrichts und Ausbildung körperlicher Kraft und Geschicklichkeit“ unter „Berücksichtigung des individuellen körperlichen Befindens“.
Gmelins Überlegungen resultierten unter anderem aus seiner Auseinandersetzung mit den Ideen von Hermann Lietz, und er konnte den noch jungen Paul Geheeb dafür gewinnen, „die Kinder und Jugendlichen, die über mehrere Wochen und Monate zur Kur am Föhrer Südstrand verweilen sollten, zu unterrichten und zu erziehen“.:S. 9 Der im Frühsommer 1899 in Föhr eintreffende Geheeb vermittelte im Dezember 1900 in einem Brief an einen Freund einen Eindruck vom Schulbetrieb.

„Meine Tätigkeit kannst Du Dir ungefähr vorstellen: tägl. 6 bis 7 Stunden Unterricht – Gymnasiasten, Tochterschülerinnen, Elementarschüler, in allen denkbaren Fächern, ferner (besonders nachmittags) Tischlerei und Buchbinderei in der schönen Schülerwqerkstatt, Rudern und Segeln, Spielen am Strande, Gartenarbeit, Zeichnen, Malen, Modellieren, – Musizieren, – u. alles, was sonst – bezüglich der Gemütspflege – dazu gehört, den Kindern ein wirklich behagliches Heim zu schaffen, in dem sie sich auf Monate oder halbe Jahre glücklich fühlten.“

Geheeb verfolgt allerdings weitergehende Pläne und hatte bereits im Frühjahr 1900 auf die Einstellung eines weiteren Kollegen und auf die Entflechtung des Erzeihungsheimes vom Erwachsenen-Sanatarium gedrängt. Beide Bedingungen wurden von Gmelin erfüllt, es kam Karl Wiesner, und abseits des Hauptgebäudes des Sanatoriums wurden drei Holzfertighäuser aus Norwegen errichtet: die Villa Ludwig für die Mädchen, die Villa Konrad für die Jungen und die Villa Einsiedel als Schulhaus. Gmelin selber besuchte in dieser Zeit Hermann Lietz in dessen Landerziehungsheim in Ilsenburg (Harz).:S. 10 f.
Die Zusammenarbeit zwischen Gmelin und den Pädagogen Geheeb und Wiesner endete allerdings im Oktober 1900. Beide wechselten zu Hermann Lietz nach Ilsenburg, und ihr Nachfolger als Leiter der Sanatoriumsschule wurde 1901 Gmelins Schwager Otto Mensendieck. Der Zuspruch zur Schule hielt weiter an, weshalb 1902 ein neues Schulgebäude, das Haus Alice, entstand und auch Neubauten für die Unterbringung der Kinder.:S. 11 f.
Im Herbst 1906 beendete auch Mensendieck seine Zusammenarbeit mit Gmelin nach vorangegangenen Differenzen über die räumliche und personelle Ausstattung der Schule. Mensendieck beklagte, dass im Sommer 1906 für etwa 50 Kinder nur ein für Schulzwecke geeigneter Raum zur Verfügung gestanden und der Unterricht in den Händen ständig wechselnder Kandidaten und Studenten gelegen habe. Gmelin habe trotz seines Drängens nicht für eine Verbesserung der Situation gesorgt, er sei ein „Mann der schönen Phrase, […] aber nicht der Tat u. der Wirklichkeit“. Gmelins anschließende Versuche, Paul Geheeb und Gustav Wyneken für seine Schule zu gewinnen, führten nicht zum Erfolg.:S. 14

### Von der Sanatoriumsschule zum Nordsee-Pädagogium
Gmelin stand unter doppeltem Druck: Er hatte Schwierigkeiten, geeignetes Lehrpersonal zu finden, das zu einer längeren Zusammenarbeit bereit war, und er musste den Erwartungen der Eltern nachkommen, die eine – laut Sanatoriums.Prospekt versprochene – qualifizierte Ausbildung für ihre Kinder einforderten.  In dieser Situation entstand die Idee einer eigenständigen Schulgründung, die auch von Otto Mensendieck unterstützt wurde, der 1908 wieder als Lehrer an die Sanatoriumsschule zurückgekehrt war. Die neue Schule sollte zudem auch den Inselkindern zugänglich sein und deren Abwanderung aufs Festland oder gar nach Amerika entgegenwirken.:S. 15
1883 gründete der evangelische Pfarrer Julius Axenfeld in Bad Godesberg das Pädagogium Godesberg. An ihm wurde 1887 Otto Kühne als Lehrer und Internatsleiter angestellt und übernahm wenig später die Schule, die bis heute seinen Namen trägt. Wie es zur Zusammenarbeit zwischen Kühne und Gmelin kam, ist nicht belegt, doch Anfang 1908 hieß es auf einem Werbeblatt:

„Das mit Dr. Gmelin's Nordseesanatorium verbundene, seit 9 Jahren bestehende Jugendpensionat, wird Ostern 1908 unter dem Namen: „Nordseepädagogium“ zu einer sechsklassigen Realschule, Realgymnasium und Progymnasium , nebst Vorschule, ausgebaut. – Die Schule wird in allen Stücken eingerichtet nach dem Muster des ev. Pädagogiums Godesberg, soweit nicht die gesundheitlichen Rücksichten auf die in erster Linie in Betracht kommenden kränklichen Kinder Aenderungen bedingen.
Die ärztliche Leitung liegt nach wie vor in den Händen von Dr. Gmelin, die pädagogische in Händen von Professor O. Kühne, Rektor des Godesberger Pädagogiums, oder dessen Vertreter, sodaß das Nordseepädagogium eine Filiale von Godesberg darstellt.“

Am 28. April 1908 öffnete das Nordsee-Pädagogium seine Türen. Für das Unterrichten der 38 einheimischen (Inselkinder) und 27 auswärtigen (Sanatoriumskinder) Schülerinnen und Schüler standen 11 Lehrerinnen und Lehrer zur Verfügung. Ostern 1909 bestand der erste Absolvent der neuen Schule die Abschlussprüfung an der Oberrealschule in Heide.:S. 18 f. Unter der Leitung des von Godesberg gekommenen Schulleiters Emil Endemann erlebte die Schule einen raschen Aufschwung. Im Schuljahr 1908/09 besuchten die Schule bereits über 75 Schüler (darunter 34 einheimische), und im Sommer 1909 lag die Schülerzahl bei über 100. Gmelin kaufte eine große benachbarte Fläche hinzu, auf der ein gut ausgestatteter Sport- und Spielplatz entstand und im August 1908 das erste Turnfest gefeiert wurde. Parallel dazu erfolgte der Bau eines neuen Schulgebäudes, das am 1. April 1910 eingeweiht wurde.:S. 19 f. Eine Erziehung im Sinne der pädagogischen Reformbewegung blieb nach Lorenz weiterhin das Leitbild, wobei „besonderes Augenmerk auf das Gemeinschaftsleben in gesunder Umgebung, Gymnastik, Förderung der Eigeninitiative, Hinführung zu Kunst und Laienspiel , Unterricht in Gruppen und Arbeitsgemeinschaften gelegt [wird]. Unterrichtsstunden in Waldklassen auf dem großen Pädagogiumsgelände finden ebenso statt wie Freiluftaufführungen, Arbeiten im Schulgarten, in der eigenen Werkstatt sowie Veranstaltungen im musischen Bereich“.:S. 25 Gmelin sei es nicht nur um eine Reform im pädagogischen Bereich gegangen, sondern um eine alle Bereiche umfassende Lebensreform, zu der auch eine entsprechende Ernährungsanpassung gehörte.:S. 27
Eine besondere Rolle nahmen die sportlichen Aktivitäten ein, für die vor allem Kuno Meyer der Motor war. Meyer, der Lehrer und zeitweise Leiter des Pädagogiums war, etablierte die schulischen Sportfeste als Veranstaltungen für die gesamte Insel, absolvierte eine Ausbildung zum Ruderlehrer und nahm mit Schüler- und Lehrermannschaften an Regatten in Wyk teil. In den Sommerferien organisierte er Ruderwanderfahrten, die teilweise über mehrere Hundert Kilometer hinweg führten.:S. 34 ff.
Die Zusammenarbeit mit dem Pädagogium Godesberg hat diese Anfangsjahre nicht überdauert. Nach „Misshelligkeiten mit Gmelin“:S. 36 ff. verließ Emil Endemann im Frühjahr 1911 das Nordsee-Pädagogium und Otto Kühne zog sich ebenfalls aus der Zusammenarbeit zurück, da.Endemanns Nachfolger Gerhard Heine „unsere Godesberger Art nicht kannte und unmöglich sich nach ihr richten konnte“.:S. 36 f. Heines dreijähriges Wirken als Schulleiter ist eng verbunden mit dem Kampf um die Berechtigung, an der Schule Einjährigen-Zeugnisse erteilen zu dürfen, die in Preußen den Zugang als Einjährig-Freiwilliger zum Militärdienst ermöglichten. Diese Prüfung konnte bislang nur als Externen-Prüfung auf dem Festland abgelegt werden, was für die Schüler des Pädagogiums mit zusätzlichen physischen und psychischen Belastungen verbunden war und andererseits Inselbewohner davon abhielt, ihre Kinder überhaupt das Pädagogium besuchen zu lassen. Die Einjährigen-Prüfung hätte also die Chance geboten, mehr Inselkinder für die Schule gewinnen zu können. Die Berechtigung dazu wurde 1914 erteilt, und fünf Schüler bestanden erfolgreich die Prüfung.

„Gleichzeitig mit dem Erreichen dieses wichtigen Etappen-Ziels der Aufbauphase bricht der Erste Weltkrieg aus und setzt der Aufwärtsentwicklung der Schule ein Ende. Die Anzahl vor allem der auswärtigen Schüler schrumpft zusammen […], und etliche Lehrer und auch Schüler werden zu den Waffen gerufen.“

### Die Schule in der Weimarer Republik
Durch den Ersten Weltkrieg war die Schule aufgrund geringer Schülerzahlen und der allgemeinen materiellen Not in ihrer Existenz gefährdet, musste aber nicht geschlossen werden. 1915 wurde Kuno Meyer Nachfolger von Gerhard Heine als Schulleiter. Er und Gmelin, die beide der Gemeindevertretung von Boldixum angehörten, bemühten sich um kommunale und staatliche Zuschüsse für die Schule, allerdings ohne wirklichen Erfolg. Und nach dem Ende des Ersten Weltkriegs erwächst der Schule auch noch eine Konkurrenz. In Wyk wird 1920 die ebenfalls private Nordseeschule gegründet, die den Wyker Kindern einerseits den langen Fußweg zum Nordsee-Pädagogium ersparen soll, andererseits auch mit geringerem Schulgeld aufwartete.:S. 39 f.
In dieser Umbruchssituation wurde 1919 Otto Mensendieck abermals die Leitung des Pädagogiums übertragen. Kurze Zeit später übernahm sein Bruder, Carl Mensendieck, die kaufmännische Leitung des Sanatoriums. Otto, der auf eine gute Zusammenarbeit mit seinem Bruder gehofft hatte, wurde jedoch enttäuscht. Carl Mensendieck, dem das um seine Existenz ringende Pädagogium wenig bedeutete, plante dessen Verkauf, und Otto Mensendieck verließ daraufhin 1924 die Schule und die Insel.:S. 43  Die Sanatorium-AG erwog unterdessen auch eine Verschmelzung des Pädagogiums mit der Wyker Nordseeschule, was aber im Januar 1925 von den Wyker Stadtverordneten abgelehnt wurde. Kuno Meyer, inzwischen Wyker Bürgermeister, versuchte seinerseits, aber ebenfalls ohne Erfolg, Otto Kühne zu einem abermaligen Einstieg zu bewegen.:S. 44
Am 1. September 1924 war Hermann Harless Leiter des Pädagogiums geworden. Er entwickelte ein eigenes Sanierungskonzept, das die Gründung einer wirtschaftlich selbständigen GmbH als Träger des Pädagogiums vorsah. Auch dieser Plan kam nicht zum Tragen, aber dank steigender Schülerzahlen (1928 wurden 160 Schülerinnen und Schüler von 16 Lehrkräften betreut) konnte das Pädagogium wieder zur Minderung der wirtschaftlichen Schwierigkeiten der Sanatorium-AG beitragen.:S. 47 Harless bemühte sich darum, die Konkurrenz zur Norseeschule zu entschärfen und  erwirkte behördliche Regelungen, die den Status des Pädagogiums nach außen hin verbesserten.:S. 49 ff. Durch ministerielle Verfügung wurde 1926 sichergestellt, dass die Heimatschulen der Schüler deren Schulbesuch am Pädagogium ohne erneute Aufnahmeprüfung anerkennen müssen. Die Rückkehrer wurden danach wieder in ihre alten Klassen aufgenommen, auch wenn diese inzwischen schon in eine neue Jahrgangsstufe versetzt worden waren. Nicht erfolgreich war Harless dagegen mit dem Versuch, als Ersatz für die 1919 weggefallene Einjährigen-Prüfung dem Pädagogium die Berechtigung zum Erteilen von Abschlusszeugnissen nach Ende der Untersekunda zu gewähren. Die Prüfung für die Obersekunda-Reife musste weiterhin auf dem Festland abgelegt werden. Das Recht, eine private Grundschule zu führen, das der Weimarer Schulkompromiss eigentlich verbot, blieb dem Pädagogium erhalten, allerdings nur für seine internen Schüler, das heißt für diejenigen, die sich aus gesundheitlichen Gründen im Sanatorium aufhalten. Alle anderen mussten die Wyker Nordseeschule besuchen.
Carl Mensendieck erkannte im Sport eine Möglichkeit, die Attraktion des Sanatoriums zu steigern. 1925 entstand deshalb eine neue Sportanlage, 1926 ein Golfplatz und 1927 eine Turnhalle. Diese Einrichtungen kamen auch dem Pädagogium zugute, das 1926 die Tradition der Inselspielfeste wieder aufleben ließ. Der Reitunterricht wurde 1932 durch den Bau einer neuen Reitbahn gefördert.:S. 52 f. Daneben versuchte das Pädagogium auch im musisch-künstlerischen Bereich Außenwirkung zu erzielen.
Trotz dieser inzwischen recht erfolgreichen Entwicklung des Pädagogiums stand 1928 abermals ein Wechsel in der Leitung an. Nach Lorenz hielt Harless „schon seit geraumer Zeit […] die Arbeit unter Gmelin und Mensendieck für immer unerträglicher“ und akzeptierte schließlich eine von der Sanatorium-AG ausgesprochene Kündigung. Mit etwa 6 Lehrkräften und 16 Schülern zieht er nach Marquartstein, wo er das von Emil Endemann gegründete Landerziehungsheim übernehmen konnte.:S. 56
Auf Harless folgten bis zum Jahr 1932 gleich drei neue Schulleiter, doch das Pädagogium konnte sich trotzdem weiter entwickeln.

„Zu diesem Zeitpunkt ist das mühsam verfolgte Ziel des Nordsee-Pädagogiums, der Ausbau zur Vollanstalt, erreicht. 1929 wird die erste Oberprima eingerichtet. Die Schülerzahl hat sich von Jahr zu Jahr erhöht und im Schuljahr 1929/1930 mit 205 eine Rekordhöhe erreicht; davon 94 Schüler ein Jahr und länger an der Schule. Das Pädagogium führt nun von der Grundschule bis zum Abitur; die ersten drei Abiturienten bestehen im Frühjahr 1930 die Reifeprüfung als Externe an einer staatlichen Oberrealschule.“

### Zur Sozialstruktur der Schülerschaft
Das Pädagogium war – wie auch das Norseesanatorium – eine private Einrichtung, deren Besuch man sich musste leisten können. Zielgruppe waren daher die sogenannten höheren Gesellschaftsschichten – und im Fall des Pädagogiums: deren Kinder. Gleichwohl geht Lorenz davon aus, dass „Fürstenkinder und Prinzen“ ebenso Einzelfälle geblieben seien wie Schüler, die später besonderen Ruhm erworben hätten. Sein auf Schülerlisten und die Berufe der Eltern gestützten Vergleiche zwischen den Jahren 1912 und 1931 vermitteln aber einen guten Eindruck davon, wer es sich leisten konnte, sein Kind nach Wyk zu schicken.

„So werden die Berufsangaben z. B. für das Jahr 1912 deutlich angeführt von ‚Kaufmann' und ‚Fabrikbesitzer‘ (zusammen 40 %), gefolgt von hohen Verwaltungsbeamten und Offizieren, Gutsbesitzern und Ärzten. Entsprechend einer veränderten politischen und wirtschaftlichen Struktur in der Weimarer Republik ergeben sich Verschiebungen für das Jahr 1931, indem der Anteil hoher Verwaltungsbeamter und Offiziere zurückgegangen ist, aber stärker noch die Kaufleute dominieren mit allein fast 40 %, gefolgt von Direktoren, welcher Art auch immer, mit etwa 12 % und Juristen, Ärzten, Fabrikbesitzern und Landwirten (statt Gutsbesitzern). Die Herkunftsgebiete werden 1912 wie 1931 angeführt von den Großstädten Berlin und Hamburg und Rheinland/Westfalen mit seinem Industriegebiet, so dass die Erziehungs- und Gesundheitswerbung ihr Ziel nicht verfehlt zu haben scheint.“

### Die letzten zehn Jahre
Nach Lorenz führte die Entwicklung gegen Ende der 1920er Jahre zu einem Höhepunkt, der „gleichzeitig der Anfang vom Ende“ war: Die Sanatorium-AG kündigte im Frühjahr 1930 ihrem Gründer Carl Gmelin und veräußerte mit Wirkung zum 1. April 1931 das Pädagogiums-Gebäude nebst dem dazugehörigen großen Grundstück an die Wirtschaftsgemeinschaft sozialer Körperschaften der Beamten der deutschen Reichspost. Nach Umbauarbeiten wurde das Haus Anfang Juni 1931 als Nordsee-Postheim wieder eröffnet und außerhalb der Saison als Tagungsstätte für Postbeamte genutzt. 1935 wurde daraus das SA-Nordsee-Heim, das zu Beginn des Zweiten Weltkriegs von der Luftwaffe übernommen wurde. Nach dem Krieg diente es als Flüchtlingsheim.:S. 58
Der Schulbetrieb des Pädagogiums wurde nach dem Verkauf des Schulgebäudes im Haus Nordmark in der heutigen Gmelinstraße fortgeführt. Der von 1932 bis 1934 amtierenden Schulleiter Walter Heine knüpfte noch einmal an die Traditionen des Pädagogiums an, verschob aber zugleich auch die Schwerpunkte. Gesundheit und Erziehung verloren als Kernthemen an Bedeutung, während gleichzeitig versucht wurde, den Unterricht dem Niveau der öffentlichen Schulen anzugleichen. Handwerkliche Ausbildung wird in den Werkstätten des Sanatoriums weiterhin angeboten, aber Heine verschließt sich ab 1933 auch nicht den nationalsozialistischen Einwirkungsversuchen. Bei der Wehrsporterziehung arbeitete er mit der Wyker Hitlerjugend zusammen.:S. 58 Heine war jedoch kein linientreuer NSDAP-Anhänger, sondern sah sich wegen seiner „demokratisch-liberalistischen Gesinnung“ massiven Angriffen durch einen sich selber als „Nationalsozialisten und Vorkämpfer des neuen Erziehungsideals“ bezeichnenden Lehrer ausgesetzt, dem von der Schule fristlos gekündigt worden war.:S. 58
Die Sanatorium-AG scheint den auch von der Wyker NSDAP-Ortsgruppe ausgeübten Druck auf die Schule zum Anlass genommen zu haben, sich dieser durch eine Verpachtung zu entledigen. Dass sie sich dabei allerdings für Kuno Meyer als Pächter entschied, der gerade von den Nationalsozialisten als Wyker Bürgermeister entlassen worden war, erwies sich für die Zukunft des Pädagogiums als wenig tragfähige Entscheidung. Der neue NSDAP-Bürgermeister erreichte, dass Meyer im April 1934 von seinen Übernahmeplänen Abstand nahm und die Insel Anfang Mai „nachts mit dem Motorboot verlässt“.:S. 65 Heine verabschiedet sich im Herbst von der Insel.
Heines Nachfolger, Otto Petras, konnte nur vom 1. Oktober 1934 bis zum 28. Februar 1935 im Amt bleiben, weil ihn die Regierung in Schleswig beschuldigte, ein Gegner des nationalsozialistischen Staates zu sein. Sein Nachfolger Erich Vowe kam aus der Lehrerschaft des Pädagogiums und amtierte nur übergangsweise bis zum Dienstantritt von Albert Wilhelm Obert, der die Leitung vom 1. Oktober 1935 bis zum 31. Januar 1938 ausübte. Gegen ihn macht die NSDAP-Kreisleitung in Tondern massive Bedenken geltend, die aber hinfällig wurden, nachdem Obert von der NSDAP Bruchsal bestätigt bekam, dass „seine Liebe und Begeisterung zum Werk unseres Führers […] ihn immer das Beste geben lassen [werden] auf dem Platze, wo die Führung ihn hinbeordert“. Lorenz benennt keine Gründe für Oberts ausscheiden. Ihm folgt übergangsweise abermals ein Lehrer aus dem Kollegium des Pädagogiums, Alfred Voßberg, der 1938 für ein halbes Jahr aber nur als stellvertretenden Schulleiter agieren darf. Der ebenfalls aus dem Kollegium kommende Felix Würfel (* 1904) war dann vom 1. September 1938 bis Ostern 1940 der letzte Leiter des Nordsee-Pädagogiums.:S. 66
1936 kann sich das Pädagogium noch einmal dem Verbot privater Grundschulen entziehen. Abermals wurde eine Ausnahme gewährt für Kinder, die aufgrund eines ärztlichen Attests aufgenommen wurden. Diese Ausnahmeregelung galt aber nicht für Kinder aus Wyk und den umliegenden Dörfern. Ein ärztliches Attest war andererseits ab 1936 der einzige Grund, weshalb ein Schüler des Pädagogiums von der Pflichtmitgliedschaft in der Hitlerjugend entbunden werden konnte. Die Lehrkräfte mussten eine Erklärung unterschreiben, dass sie nicht von jüdischen Eltern oder Großeltern abstammten, und der Kreisschulrat bekräftigte dem Schularzt gegenüber, dass körperliche Züchtigungen der Kinder von Seiten der Lehrkräfte zulässig seien. 1938 feierte die Schule ihr 30-jähriges Bestehen; sie wurde lediglich noch von 69 Schülern (darunter 8 Einheimischen) besucht. Ostern 1940 verlassen wegen dessen Schließung die letzten Schüler das Nordsee-Pädagogium.:S. 66 f.

### Nach 1945
1922 ging Emil Endemann, der erste Schulleiter des Nordsee-Pädagogiums, als Lehrer an die Baltenschule Misdroy. Diese war 1919 von Carl Hunnius gegründet worden, der 1944 auf Befehl der vorgesetzten Schulbehörde als Direktor zurücktreten musste. Er floh im März 1945 nach Wyk auf Föhr, wo er die nach ihm benannte Carl-Hunnius-Schule als erste Oberschule in Wyk und das damit verbundene Carl-Hunnius-Internat gründete. 1949 wurde die Oberschule vom Land Schleswig-Holstein als Staatliche Oberschule übernommen. Später erhielt sie den Namen Eilun Feer Skuul (EFS).
Das Gebäude, in dem am 14. Mai 1946 in Anwesenheit von Vertretern der Landes-Schulbehörde, der Britischen Militärregierung und der Stadt Wyk auf Föhr die Carl-Hunnius-Schule als private Internatsschule feierlich eröffnet wurde, war das „Haus Nordmark, in dem von Anfang bis Ende Gruppen des Nordsee-Pädagogiums untergebracht waren“.:S. 68 Das eigentliche Pädagogium-Gebäude an der Golfstraße wurde 1951 vom Land der Postgewerkschaft abgekauft und in den folgenden Jahren grundlegend umgebaut. 1953 wurde es von der Mittel- und Oberstufe der EFS bezogen. 1960 erhielt das Gebäude einen Anbau für die Unterstufe, die bis dahin noch in der Gmelinstraße verbleiben musste. 1981 zog das Gymnasium an einen neuen Standort, und die alten Pädagogium-Gebäude dienten noch bis 2004 als Schullandheim des Kreises Rendsburg-Eckernförde.

## Lehrkräfte
- Emil Endemann (1867–1940) war von 1908 bis 1911 der erste Schulleiter des Nordsee-Pädagogiums. Er legte 1885 in Bad Hersfeld das Abitur ab und bestand 1892 die Prüfung für das Pfarramt. Ab 1892 unterrichtete er als Lehrer am Pädagogium Godesberg, ab 1893 als Oberlehrer, die Fächer Religion, Hebräisch und Latein.
Nach seiner Zeit am Nordsee-Pädagogium wechselte Endemann 1911 nach Bad Berka und baute dort nach dem Vorbild des Pädagogiums Godesberg das Waldpädagogium Bad Berka auf.[7]
1922 ging Endemann als Lehrer an die Baltenschule Misdroy und wechselte 1925 nach Kreuth. 1926 gründete Endemann auf Burg Marquartstein ein Schulheim, das 1928 von einem seiner Nachfolger als Leiter des Nordsee-Pädagogiums, Hermann Harless, übernommen und als Landschulheim Marquartstein fortgeführt wurde. Was Endemann unmittelbar im Anschluss an seine Zeit in Marquartstein machte, ist nicht bekannt. Lorenz erwähnt schwere Erkrankungen und dessen Rückkehr nach Godesberg im Jahre 1936.[2]:S. 70
- Adolf Gebhard
- Hermann Harless
- Gerhard Heine
- Walter Heine (1902–1976) war der Sohn des früheren Schulleiters Gerhard Heine. Er wurde in Berneburg geboren und bestand 1925 in Kiel die Prüfung für das Lehramt an höheren Schulen; 1927 wurde er zum Studienassessor ernannt.
1931 arbeitete Heine zunächst an der Hermann Lietz-Schule Spiekeroog, wechselte aber im gleichen Jahr noch als Lehrer ans Nordsee-Pädagogium, wo er Deutsch, Chemie, Physik, Mathematik und Sport unterrichtete. Vom 1. April 1932 bis zum 30. September 1934 leitete er die Einrichtung.
Wie lange Heine anschließend an der von 1936 bis 1945 existierenden Napola NPEA Anhalt in Ballenstedt unterrichtete, ist nicht bekannt. Er setzte seine Laufbahn nach dem Ende des Zweiten Weltkriegs fort als Lehrer am Landschulheim am Solling in Holzminden, an der Niedersächsischen Heimschule Bederkesa in Bad Bederkesa und am Gymnasium Adolfinum Bückeburg. Von 1958 bis 1964 war Heine dann Schulleiter des 1988 geschlossenen Nordseegymnasiums Langeoog.[2]:S. 71
- Otto Mensendieck (1871–1925) stammte aus Hamburg, hatte die Pfarramtsprüfung bestanden und war 1900 in Giessen mit der Dissertation über Charakterentwickelung und ethisch-theologische Anschauungen des Verfassers von Piers the Plowman promoviert worden. Er arbeitete bis 1900 als Hauslehrer in Hamburg und war von 1901 bis 1906 der pädagogische Leiter der Sanatoriumsschule. Er war seit 1905 mit Elisabeth Schlechtendahl verheiratet und trug sich nach seinem Zerwürfnis mit Gmelin offenbar mit dem Gedanken, eine eigene schulische Einrichtung in der Nähe des Sanatoriums zu gründen.[2]:S. 14 1908 kehrte er für zwei Jahre an das Nordsee-Pädagogium zurück, bevor er 1910/11 in Bonn das Oberlehrer-Examen ablegte und sich auch anderweitig weiterbildete, unter anderem bei Alfred Adler.[2]:S. 41 Nach seiner Teilnahme am Ersten Weltkrieg war er von 1919 bis 1924 der Leiter des Pädagogiums. Er schied aus, weil sein Bruder Carl, der der wirtschaftliche Leiter des Sanatoriums geworden war, das wirtschaftlich angeschlagene Pädagogium verkaufen wollte. „Otto Mensendieck plante einen Neuanfang in Bad Tölz, wo er Thomas Manns 1908 erbautes Landhaus mit zehn Zimmern, einem über 5 Morgen großen Garten, Tennisplatz, Gartenhäuschen, Blick auf Gebirge und Isartal, gekauft hat und als ärztlich-pädagogisches Jugendheim betreiben will. Doch dazu soll es nicht mehr kommen: Dr. Mensendieck stirbt am 30. Juni 1925 im Alter von fast 54 Jahren und wird in Freiburg bestattet.“[2]:S. 44
- Kuno Meyer (* 15. März 1883; † 6. Dezember 1968)[8] war gebürtiger Osnabrücker, hatte 1903 sein Abitur in Krefeld abgelegt und 1906 die Turnlehrerbefähigung erhalten. Er wurde 1908 in Göttingen mit einer Arbeit über die Beiträge zur Verfassungs- und Verwaltungsgeschichte Herfords unter den Kurfürsten Friedrich Wilhelm und Friedrich III. promoviert und erlangte 1909 die Lehrbefähigung für höhere Schulen in den Fächern Deutsch, Geschichte sowie 1913 nach einer Ergänzungsprüfung auch in Religion.[2]:S. 70
Meyer war von 1909 bis 1923 Lehrer am Nordsee-Pädagogium. In dieser Zeit ließ er sich 1910, wie oben schon erwähnt, zum Ruderlehrer ausbilden[9] und begründete 1913 die Jahrzehnte überdauernde Tradition der Inselsportfeste.[2]:S. 34 f. Von Ostern 1915 bis Ostern 1919 war Meyer Schulleiter des Pädagogiums.[2]:S. 70
Seit 1915 war Meyer auch auf kommunaler und regionaler Ebene politisch aktiv, zunächst als Gemeindevorsteher von Boldixum, dann ab 1918 als Mitglied im Kreistag in Tondern. 1919 wurde Meyer stellvertretender Amtsvorsteher der Harde Osterland Föhr und gehörte ab 1920 dem Kreisausschuss in Niebüll an.[2]:S. 70 1918 nutzte er sein kommunalpolitisches Engagement auch dafür, durch kommunale Zuschüsse die Überlebensbedingungen des Pädagogiums zu verbessern, allerdings mir nur geringem Erfolg.[2]:S. 39 f.
1923 wurde Kuno Meyer Bürgermeister von Wyk und konnte bald darauf den Zusammenschluss der Gemeinde Boldixum mit der Stadt Wyk bewerkstelligen.[2]:S. 44 Er blieb Bürgermeister bis ins Jahr 1933: Ende März wurde ihm von der neu gewählten Stadtvertretung das Misstrauen ausgesprochen, im Juni erfolgte seine Versetzung in den Ruhestand, und schließlich wurde er Ende August „wegen politischer Unzuverlässigkeit“ entlassen.[2]:S. 64
Etwa zur gleichen Zeit wollte sich die Sanatorium-AG vom Pädagogium trennen und verpachtete es zum 1. Oktober 1933 an den gerade von den Nazis abgesetzten Meyer. Dagegen agierte der neue Wyker Bürgermeister und erreichte schließlich, dass Meyer zum 1. Mai 1934 aufgab und die Insel verließ.[2]:S. 64 f.
Über Meyers Leben in der Zeit des Nationalsozialismus liegen nur spärliche Informationen vor, weshalb nicht bekannt ist, wann und warum er sich nach Frankfurt am Main begab. Er arbeitete dort ab 1941 als Kriegsaushilfsangestellter bei der Stadt Frankfurt.[8]
Am 2. Juni 1945 wurde Kuno Meyer von der Amerikanischen Militärverwaltung als Bürgerrnelster von Bad Soden am Taunus eingesetzt. Nach den ersten Kommunalwahlen in Hessen 1946 wurde Meyer von den Gemeindevertretern für weitere zwei Jahre zum Bürgermeister gewählt. 1948 scheiterte er mit dem Versuch, sich nochmals wählen zu lassen.[8]
Meyer gehörte von 1947 bis 1962 dem von ihm gegründeten Hessischen Heilbäderverband an.[8]
- Otto Petras
- Ruth Zechlin

## Schülerinnen und Schüler
- Dietrich Hans Borchardt
- Friedrich Ferdinand zu Schleswig-Holstein-Sonderburg-Glücksburg
- Wernher von Braun war nur kurzzeitig Schüler des Nordsee-Pädagogiums. Lorenz vermutet, dies sei Anfang der 1920er Jahre gewesen[2]:S. 73, Anmerkung 50; nach Christian Meurer ging er weiter nach Spiekeroog. Das wäre dann aber erst 1928 gewesen.